# Léonie de Waha
Léonie de Waha, född 1836, död 1926, var en belgisk skolledare. Hon grundade år 1868 ett gymnasium för flickor, Institut supérieur libre de demoiselles (1878 lycée Léonie de Waha), och kvinnoföreningen Union des femmes de Wallonie år 1912.